# Проблеми на културата
„Проблеми на културата“ е културологично списание, излизало на 2 месеца.
Издание е на Научноизследователския институт за култура при БАН и Комитета за култура. Главен редактор е Елит Николов. В него се публикуват статии по всички аспекти на културния процес, включително и предстоящите.
През 1988 г. списанието е спряно, а от 1989 г. започва излизането на списание „Култура“, което не декларира никаква приемственост с „Проблеми на културата“.

## История
От 1978 до 1988 г. главен редактор е Елит Николов, заместник-главни редактори са Добрин Спасов и Михаил Бъчваров, отговорен секретар е Веселин Стоянов. Редактори на списанието са Мила Панова, Бонка Балтийска, Таня Димитрова, Васил Лазаров, Андрей Нухов, Николай Правдев.
След 1989 г. „Проблеми на културата“ става собственост на Елит Николов и той при възможност съставя и издава периодични броеве на списанието. През 1994 г. излизат 3 броя, през 1995 – 1 бр. Редовната периодичност е отменена и изданието приема последователна номерация. Към 2013 г. са излезли 73 броя.